# FC Biel-Bienne
FC Biel-Bienne – szwajcarski klub piłkarski, mający siedzibę w mieście Biel/Bienne. Został założony w 13 listopada 1896. Największymi sukcesami klubu było zwycięstwo w najwyższej klasie rozgrywkowej w 1947 oraz zajęcie w niej drugiego miejsca w 1948 i ponownie w 1960. W 1961 klub był finalistą Pucharu Szwajcarii.

## Sukcesy
- Mistrzostwa Szwajcarii: 
  - Mistrzostwo: 1946/47[4]
  - Wicemistrzostwo: 1947/48[5], 1959/60[2]
- Puchar Szwajcarii: 
  - Wicemistrzostwo: 1961[3]